# Бритнев, Михаил Осипович

Ледокол Бритнева

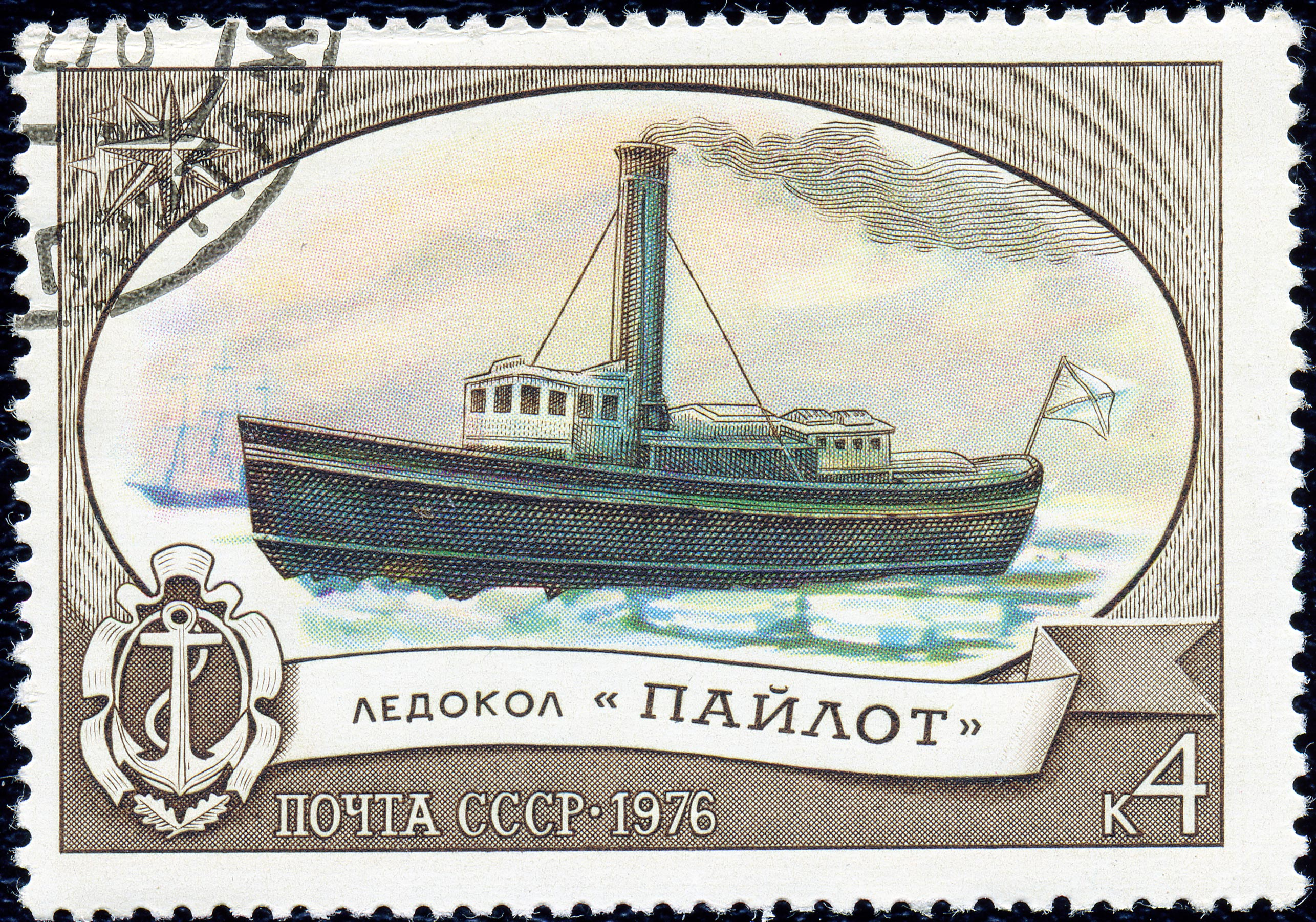
Пароход «Пайлот»

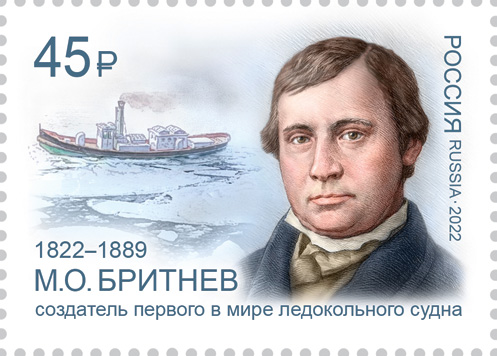
Марка Почты России, 2022 год

Михаи́л О́сипович Бри́тнев (1822, Кронштадт — 1889, Кронштадт) — русский судовладелец, судостроитель, создатель первого в мире ледокольного судна.
Адмирал Макаров, создатель первого арктического ледокола «Ермак», высоко ценил Бритнева и считал его своим предшественником.

## Биография
Родился в купеческой семье.
С 1840 года занимался предпринимательством в Кронштадте. Построил несколько плавучих кранов для разгрузки судов. Позднее эту идею взяло на вооружение морское ведомство.
В 1862 году организовал регулярное пароходное сообщение Кронштадт—Ораниенбаум.
В 1864 году, чтобы продлить навигацию на линии без прорубания канала во льду для пароходов, переоборудовал свой пароход «Пайлот» в ледокольное судно. Форштевень был скошен под углом 20° ниже ватерлинии, что позволило судну ломать лёд и значительно ослабляло силу удара при встрече со льдинами. Удачная эксплуатация «Пайлота» побудила Бритнева построить второе подобное судно — «Бой».
В 1868 году, будучи потомственным почетным гражданином Кронштадта, избирался городским Головой. В этом же году основал в Кронштадте свой судостроительный литейный и механический завод. Построенные им пароходы долгое время плавали на реке Енисей, Лена и озере Байкал.
В 1869 году открыл первую в России водолазную школу. В 1889 году «Кронштадтский вестник» писал: «…основал частную водолазную школу, из которой и в настоящее время на службе у него находятся шесть человек водолазов». Эти несколько строк – почти всё, что известно о водолазной школе Бритнева.
В 1871 году продал чертежи «Пайлота» в Германию, по которым в Гамбурге был построен ледокол «Айсбрехер-1», что послужило толчком к строительству подобных судов в Германии, Дании, Швеции, США и Канаде.
Бритнев также был одним из учредителей 1-го Ссудного сберегательного товарищества и Городского кредитного общества в Кронштадте, Андреевского приходского попечительства и Андреевского детского приюта.
Дом семьи купцов Бритневых расположен в Кронштадте в доме № 5 по Андреевской улице. В этом здании ООО «Фертоинг» организовало Кронштадтский морской музей.